# Iskren Plankow
Iskren Plankow (bulgarisch Искрен Планков; * 28. November 1969 in Pashovi) ist ein ehemaliger bulgarischer Skilangläufer.

## Werdegang
Plankow belegte in der Saison 1988/89 bei den Junioren-Skiweltmeisterschaften 1989 in Vang den 42. Platz über 30 km und den 11. Rang mit der Staffel und bei den Nordischen Skiweltmeisterschaften 1989 in Lahti den 66. Platz über 15 km klassisch und den 53. Rang über 15 km Freistil. Bei den Olympischen Winterspielen 1992 in Albertville lief er auf den 70. Platz über 10 km klassisch, auf den 67. Rang über 30 km klassisch und zusammen mit Iwan Smilenow, Petar Sografow und Slawtscho Batinkow auf den 13. Platz in der Staffel. Im folgenden Jahr kam er bei den Nordischen Skiweltmeisterschaften in Falun auf den 74. Platz in der Verfolgung, auf den 70. Rang über 10 km klassisch und auf den 68. Platz über 30 km klassisch. Seine letzten internationalen Wettbewerbe absolvierte er bei den Olympischen Winterspielen 1994 in Lillehammer. Dort errang er den 74. Platz über 10 km klassisch und den 67. Rang in der anschließenden Verfolgung.